# Liste der Sieger der ATP-World-Tour-500-Turniere (Einzel)

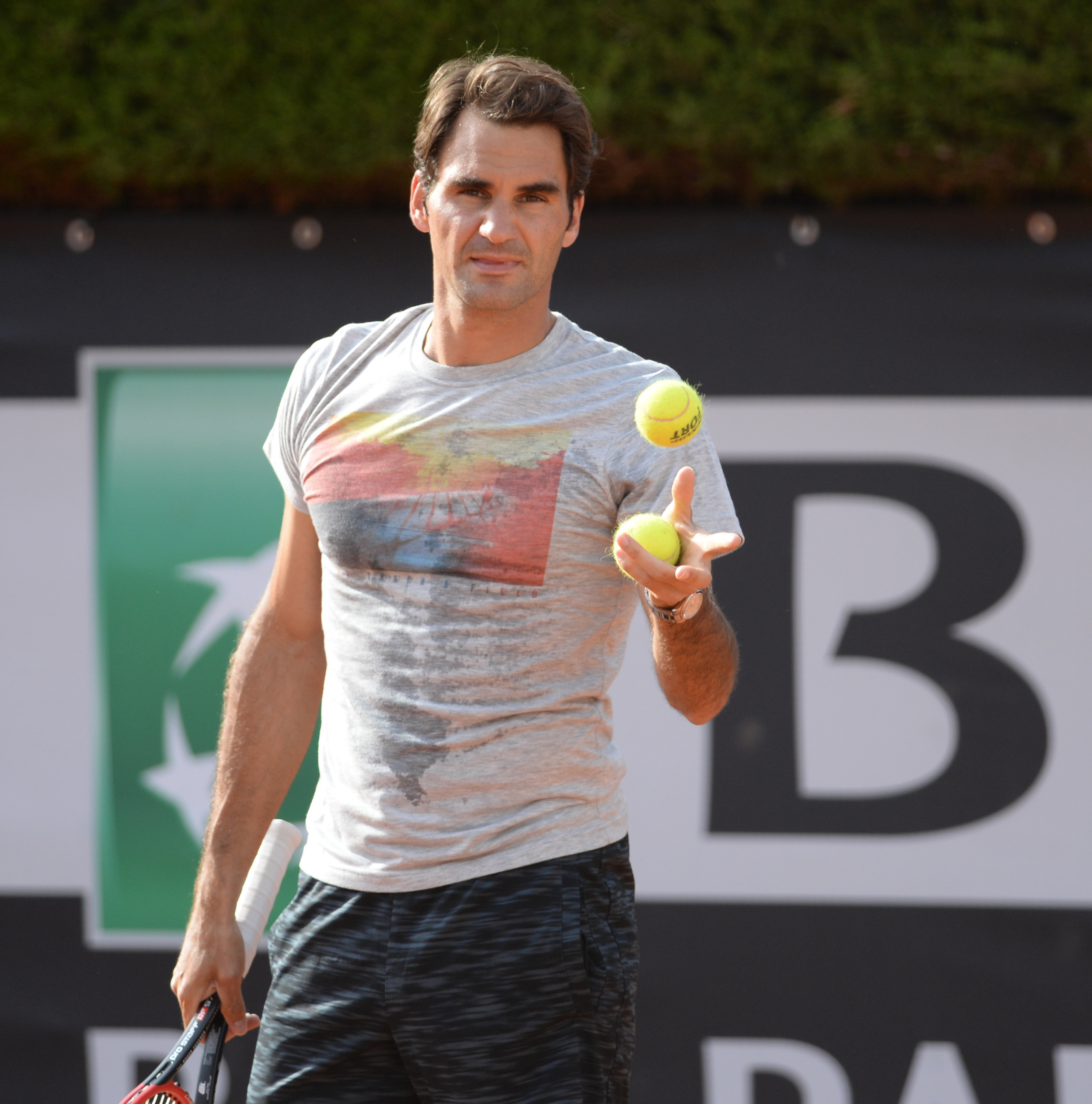
Roger Federer (Foto) ist mit 24 Erfolgen im Einzel bei Turnieren der Kategorie ATP Tour 500 der erfolgreichste Athlet.

Die Liste der Sieger der ATP-World-Tour-500-Turniere (Einzel) listet alle Sieger der Tennisturniere der ATP Tour 500 (Name seit 2019) sowie deren Vorgängerserien ATP Championship Series (1990–1999), ATP International Series Gold (2000–2008) und ATP World Tour (2009–2018) seit 1990 im Einzel auf. In weiteren Listen sind die einzelnen Spieler und Nationen nach der Zahl ihrer Siege, sowohl insgesamt als auch bei jedem einzelnen Turnier, sortiert. Die Turniere der ATP Tour 500 stehen in ihrer Wertigkeit im Herrentennis unterhalb der Grand-Slam- und der Masters-Turniere sowie oberhalb der ATP-Tour-250-Serie.
Der erfolgreichste Spieler bei den ATP-Tour-500-Turnieren im Einzel mit 24 Titeln ist Roger Federer vor Rafael Nadal mit 23 Siegen, Novak Đoković folgt mit 15 Titeln. Die erfolgreichste Nation im Einzel ist Spanien mit 66 Erfolgen.
Insgesamt gehören oder gehörten seit 1990 30 Turniere in 27 Städten zur Serie. Von den ursprünglichen zwölf Turnieren gehören heute nur noch die Turniere von Barcelona, Tokio und Washington zu dieser Kategorie. Auch die Anzahl der Turniere pro Saison unterlag Veränderungen: Während zu Beginn der 90er-Jahre zwölf Turniere Teil der Serie waren, gehörten von 2003 bis 2008 lediglich neun Turniere dazu.
2025 erhöhte die ATP die Anzahl der Turniere der Serie auf 16.

## Turniersieger

### 1990 bis 1999
| ATP Tour 1990    | ATP Tour 1990 | ATP Tour 1990    | ATP Tour 1990          | ATP Tour 1990           |
| Turnier          | Platzbelag    | Sieger           | Finalgegner            | Ergebnis                |
| ---------------- | ------------- | ---------------- | ---------------------- | ----------------------- |
| Toronto Indoor   | Teppich (i)   | Ivan Lendl       | Tim Mayotte            | 6:3, 6:0                |
| Brüssel          | Teppich (i)   | Boris Becker     | Carl-Uwe Steeb         | 7:5, 6:2, 6:2           |
| Philadelphia     | Teppich (i)   | Pete Sampras     | Andrés Gómez           | 7:6, 7:5, 6:2           |
| Stuttgart Indoor | Teppich (i)   | Boris Becker (2) | Ivan Lendl             | 6:2, 6:2                |
| Tokio            | Hartplatz     | Stefan Edberg    | Aaron Krickstein       | 6:4, 7:5                |
| Barcelona        | Sand          | Andrés Gómez     | Guillermo Pérez Roldán | 6:0, 7:6, 3:6, 0:6, 6:2 |
| Stuttgart        | Sand          | Goran Ivanišević | Guillermo Pérez Roldán | 6:7, 6:1, 6:4, 7:6      |
| Washington       | Hartplatz     | Andre Agassi     | Jim Grabb              | 7:5, 0:6, 6:4           |
| Indianapolis     | Hartplatz     | Boris Becker (3) | Peter Lundgren         | 6:3, 6:4                |
| New Haven        | Hartplatz     | Derrick Rostagno | Todd Woodbridge        | 6:3, 6:3                |
| Sydney Indoor    | Hartplatz (i) | Boris Becker (4) | Stefan Edberg          | 7:6, 6:4, 6:4           |
| Tokio Indoor     | Teppich (i)   | Ivan Lendl (2)   | Boris Becker           | 4:6, 6:3, 7:6           |

| ATP Tour 1991    | ATP Tour 1991 | ATP Tour 1991     | ATP Tour 1991       | ATP Tour 1991           |
| Turnier          | Platzbelag    | Sieger            | Finalgegner         | Ergebnis                |
| ---------------- | ------------- | ----------------- | ------------------- | ----------------------- |
| Philadelphia     | Teppich (i)   | Ivan Lendl (3)    | Pete Sampras        | 5:7, 6:4, 6:4, 3:6, 6:3 |
| Brüssel          | Teppich (i)   | Guy Forget        | Andrei Tscherkassow | 6:3, 7:5, 3:6, 7:6      |
| Memphis          | Hartplatz (i) | Ivan Lendl (4)    | Michael Stich       | 7:5, 6:3                |
| Stuttgart Indoor | Teppich (i)   | Stefan Edberg (2) | Jonas Svensson      | 6:2, 3:6, 7:5, 6:2      |
| Barcelona        | Sand          | Emilio Sánchez    | Sergi Bruguera      | 6:4, 7:6, 6:2           |
| Tokio            | Hartplatz     | Stefan Edberg (3) | Ivan Lendl          | 6:1, 7:5, 6:0           |
| Stuttgart        | Sand          | Michael Stich     | Alberto Mancini     | 1:6, 7:6, 6:4, 6:2      |
| Washington       | Hartplatz     | Andre Agassi (2)  | Petr Korda          | 6:3, 6:4                |
| Indianapolis     | Hartplatz     | Pete Sampras (2)  | Boris Becker        | 7:6, 3:6, 6:3           |
| New Haven        | Hartplatz     | Petr Korda        | Goran Ivanišević    | 6:4, 6:2                |
| Sydney Indoor    | Hartplatz (i) | Stefan Edberg (4) | Brad Gilbert        | 6:2, 6:2, 6:2           |
| Tokio Indoor     | Teppich (i)   | Stefan Edberg (5) | Derrick Rostagno    | 6:3, 1:6, 6:2           |

| ATP Tour 1992    | ATP Tour 1992 | ATP Tour 1992        | ATP Tour 1992      | ATP Tour 1992           |
| Turnier          | Platzbelag    | Sieger               | Finalgegner        | Ergebnis                |
| ---------------- | ------------- | -------------------- | ------------------ | ----------------------- |
| Brüssel          | Teppich (i)   | Boris Becker (5)     | Jim Courier        | 6:7, 2:6, 7:6, 7:6, 7:5 |
| Memphis          | Hartplatz (i) | MaliVai Washington   | Wayne Ferreira     | 6:3, 6:2                |
| Philadelphia     | Teppich (i)   | Pete Sampras (3)     | Amos Mansdorf      | 6:1, 7:6, 2:6, 7:6      |
| Stuttgart Indoor | Teppich (i)   | Goran Ivanišević (2) | Stefan Edberg      | 6:7, 6:3, 6:4, 6:4      |
| Barcelona        | Sand          | Carlos Costa         | Magnus Gustafsson  | 6:4, 7:6, 6:4           |
| Tokio            | Hartplatz     | Jim Courier          | Richard Krajicek   | 6:4, 6:4, 7:6           |
| Stuttgart        | Sand          | Andrij Medwedjew     | Wayne Ferreira     | 6:1, 6:4, 6:7, 2:6, 6:1 |
| Washington       | Hartplatz     | Petr Korda (2)       | Henrik Holm        | 6:4, 6:4                |
| Indianapolis     | Hartplatz     | Pete Sampras (4)     | Jim Courier        | 6:4, 6:4                |
| New Haven        | Hartplatz     | Stefan Edberg (6)    | MaliVai Washington | 7:6, 6:1                |
| Sydney Indoor    | Hartplatz (i) | Goran Ivanišević (3) | Stefan Edberg      | 6:4, 6:2, 6:4           |
| Tokio Indoor     | Teppich (i)   | Ivan Lendl (5)       | Henrik Holm        | 7:6, 6:4                |

| ATP Tour 1993    | ATP Tour 1993 | ATP Tour 1993        | ATP Tour 1993    | ATP Tour 1993           |
| Turnier          | Platzbelag    | Sieger               | Finalgegner      | Ergebnis                |
| ---------------- | ------------- | -------------------- | ---------------- | ----------------------- |
| Mailand          | Teppich (i)   | Boris Becker (6)     | Sergi Bruguera   | 6:3, 6:3                |
| Memphis          | Hartplatz (i) | Jim Courier (2)      | Todd Martin      | 5:7, 7:6, 7:6           |
| Philadelphia     | Teppich (i)   | Mark Woodforde       | Ivan Lendl       | 5:4, aufg.              |
| Stuttgart Indoor | Teppich (i)   | Michael Stich (2)    | Richard Krajicek | 4:6, 7:5, 7:6, 3:6, 7:5 |
| Barcelona        | Sand          | Andrij Medwedjew (2) | Sergi Bruguera   | 6:7, 6:3, 7:5, 6:4      |
| Tokio            | Hartplatz     | Pete Sampras (5)     | Brad Gilbert     | 6:2, 6:2, 6:2           |
| Stuttgart        | Sand          | Magnus Gustafsson    | Michael Stich    | 6:3, 6:4, 3:6, 4:6, 6:4 |
| Washington       | Hartplatz     | Amos Mansdorf        | Todd Martin      | 7:6, 7:5                |
| Indianapolis     | Hartplatz     | Jim Courier (3)      | Boris Becker     | 7:5, 6:3                |
| New Haven        | Hartplatz     | Andrij Medwedjew (3) | Petr Korda       | 7:5, 6:4                |
| Sydney Indoor    | Hartplatz (i) | Jaime Yzaga          | Petr Korda       | 6:4, 4:6, 7:6, 7:6      |
| Tokio Indoor     | Teppich (i)   | Ivan Lendl (6)       | Todd Martin      | 6:4, 6:4                |

| ATP Tour 1994    | ATP Tour 1994 | ATP Tour 1994        | ATP Tour 1994     | ATP Tour 1994      |
| Turnier          | Platzbelag    | Sieger               | Finalgegner       | Ergebnis           |
| ---------------- | ------------- | -------------------- | ----------------- | ------------------ |
| Mailand          | Teppich (i)   | Boris Becker (7)     | Petr Korda        | 6:2, 3:6, 6:3      |
| Memphis          | Hartplatz (i) | Todd Martin          | Brad Gilbert      | 6:4, 7:5           |
| Philadelphia     | Teppich (i)   | Michael Chang        | Paul Haarhuis     | 6:3, 6:2           |
| Stuttgart Indoor | Teppich (i)   | Stefan Edberg (7)    | Goran Ivanišević  | 4:6, 6:4, 6:2, 6:2 |
| Barcelona        | Sand          | Richard Krajicek     | Carlos Costa      | 6:4, 7:6, 6:2      |
| Tokio            | Hartplatz     | Pete Sampras (6)     | Michael Chang     | 6:4, 6:2           |
| Stuttgart        | Sand          | Alberto Berasategui  | Andrea Gaudenzi   | 7:5, 6:3, 7:6      |
| Washington       | Hartplatz     | Stefan Edberg (8)    | Jason Stoltenberg | 6:4, 6:2           |
| Indianapolis     | Hartplatz     | Wayne Ferreira       | Olivier Delaître  | 6:2, 6:1           |
| New Haven        | Hartplatz     | Boris Becker (8)     | Marc Rosset       | 6:3, 7:5           |
| Sydney Indoor    | Hartplatz (i) | Richard Krajicek (2) | Boris Becker      | 7:6, 7:6, 2:6, 6:3 |
| Tokio Indoor     | Teppich (i)   | Goran Ivanišević (4) | Michael Chang     | 6:4, 6:4           |

| ATP Tour 1995    | ATP Tour 1995 | ATP Tour 1995        | ATP Tour 1995      | ATP Tour 1995           |
| Turnier          | Platzbelag    | Sieger               | Finalgegner        | Ergebnis                |
| ---------------- | ------------- | -------------------- | ------------------ | ----------------------- |
| Memphis          | Hartplatz (i) | Todd Martin (2)      | Paul Haarhuis      | 7:6, 6:4                |
| Mailand          | Teppich (i)   | Jewgeni Kafelnikow   | Boris Becker       | 7:5, 5:7, 7:6           |
| Philadelphia     | Teppich (i)   | Thomas Enqvist       | Michael Chang      | 0:6, 6:4, 6:0           |
| Stuttgart Indoor | Teppich (i)   | Richard Krajicek (3) | Michael Stich      | 7:6, 6:3, 6:7, 1:6, 6:3 |
| Barcelona        | Sand          | Thomas Muster        | Magnus Larsson     | 6:2, 6:1, 6:4           |
| Tokio            | Hartplatz     | Jim Courier (4)      | Andre Agassi       | 6:4, 6:3                |
| Stuttgart        | Sand          | Thomas Muster (2)    | Jan Apell          | 6:2, 6:2                |
| Washington       | Hartplatz     | Andre Agassi (3)     | Stefan Edberg      | 6:4, 2:6, 7:5           |
| Indianapolis     | Hartplatz     | Thomas Enqvist (2)   | Bernd Karbacher    | 6:4, 6:3                |
| New Haven        | Hartplatz     | Andre Agassi (4)     | Richard Krajicek   | 3:6, 7:6, 6:3           |
| Tokio Indoor     | Teppich (i)   | Michael Chang (2)    | Mark Philippoussis | 6:3, 6:4                |

| ATP Tour 1996 | ATP Tour 1996 | ATP Tour 1996        | ATP Tour 1996      | ATP Tour 1996      |
| Turnier       | Platzbelag    | Sieger               | Finalgegner        | Ergebnis           |
| ------------- | ------------- | -------------------- | ------------------ | ------------------ |
| Antwerpen     | Teppich (i)   | Michael Stich (3)    | Goran Ivanišević   | 6:3, 6:2, 7:6      |
| Memphis       | Hartplatz (i) | Pete Sampras (7)     | Todd Martin        | 6:4, 7:6           |
| Philadelphia  | Teppich (i)   | Jim Courier (5)      | Chris Woodruff     | 6:4, 6:3           |
| Mailand       | Teppich (i)   | Goran Ivanišević (5) | Marc Rosset        | 6:3, 7:6           |
| Barcelona     | Sand          | Thomas Muster (3)    | Marcelo Ríos       | 6:3, 4:6, 6:4, 6:1 |
| Tokio         | Hartplatz     | Pete Sampras (8)     | Richey Reneberg    | 6:4, 7:5           |
| Stuttgart     | Sand          | Thomas Muster (4)    | Jewgeni Kafelnikow | 6:2, 6:2, 6:4      |
| Washington    | Hartplatz     | Michael Chang (3)    | Wayne Ferreira     | 6:2, 6:4           |
| Indianapolis  | Hartplatz     | Pete Sampras (9)     | Goran Ivanišević   | 7:6, 7:5           |
| New Haven     | Hartplatz     | Alex O’Brien         | Jan Siemerink      | 7:6, 6:4           |
| Wien          | Teppich (i)   | Boris Becker (9)     | Jan Siemerink      | 6:4, 6:7, 6:2, 6:3 |

| ATP Tour 1997 | ATP Tour 1997 | ATP Tour 1997          | ATP Tour 1997   | ATP Tour 1997           |
| Turnier       | Platzbelag    | Sieger                 | Finalgegner     | Ergebnis                |
| ------------- | ------------- | ---------------------- | --------------- | ----------------------- |
| Antwerpen     | Hartplatz (i) | Marc Rosset            | Tim Henman      | 6:2, 7:5, 6:4           |
| Memphis       | Hartplatz (i) | Michael Chang (4)      | Todd Woodbridge | 6:3, 6:4                |
| Philadelphia  | Hartplatz (i) | Pete Sampras (10)      | Patrick Rafter  | 5:7, 7:6, 6:3           |
| Mailand       | Teppich (i)   | Goran Ivanišević (6)   | Sergi Bruguera  | 6:2, 6:2                |
| Barcelona     | Sand          | Albert Costa           | Albert Portas   | 7:5, 6:4, 6:4           |
| Tokio         | Hartplatz     | Richard Krajicek (4)   | Lionel Roux     | 6:2, 3:6, 6:1           |
| Stuttgart     | Sand          | Àlex Corretja          | Karol Kučera    | 6:2, 7:5                |
| Washington    | Hartplatz     | Michael Chang (5)      | Petr Korda      | 5:7, 6:2, 6:1           |
| Indianapolis  | Hartplatz     | Jonas Björkman         | Carlos Moyá     | 6:3, 7:6                |
| New Haven     | Hartplatz     | Jewgeni Kafelnikow (2) | Patrick Rafter  | 7:6, 6:4                |
| Singapur      | Teppich (i)   | Magnus Gustafsson (2)  | Nicolas Kiefer  | 4:6, 6:3, 6:3           |
| Wien          | Teppich (i)   | Goran Ivanišević (7)   | Greg Rusedski   | 3:6, 6:7, 7:6, 6:2, 6:3 |

| ATP Tour 1998 | ATP Tour 1998 | ATP Tour 1998          | ATP Tour 1998       | ATP Tour 1998      |
| Turnier       | Platzbelag    | Sieger                 | Finalgegner         | Ergebnis           |
| ------------- | ------------- | ---------------------- | ------------------- | ------------------ |
| Antwerpen     | Hartplatz (i) | Greg Rusedski          | Marc Rosset         | 7:6, 3:6, 6:1, 6:4 |
| Memphis       | Hartplatz (i) | Mark Philippoussis     | Michael Chang       | 6:3, 6:2           |
| Philadelphia  | Hartplatz (i) | Pete Sampras (11)      | Thomas Enqvist      | 7:5, 7:6           |
| London        | Teppich (i)   | Jewgeni Kafelnikow (3) | Cédric Pioline      | 7:5, 6:4           |
| Barcelona     | Sand          | Todd Martin (3)        | Alberto Berasategui | 6:2, 1:6, 6:3, 6:2 |
| Tokio         | Hartplatz     | Andrei Pavel           | Byron Black         | 6:3, 6:4           |
| Stuttgart     | Sand          | Gustavo Kuerten        | Karol Kučera        | 4:6, 6:2, 6:4      |
| Washington    | Hartplatz     | Andre Agassi (5)       | Scott Draper        | 6:2, 6:0           |
| Indianapolis  | Hartplatz     | Àlex Corretja (2)      | Andre Agassi        | 2:6, 6:2, 6:3      |
| New Haven     | Hartplatz     | Karol Kučera           | Goran Ivanišević    | 6:4, 5:7, 6:2      |
| Singapur      | Teppich (i)   | Marcelo Ríos           | Mark Woodforde      | 6:4, 6:2           |
| Wien          | Teppich (i)   | Pete Sampras (12)      | Karol Kučera        | 6:3, 7:6, 6:1      |

| ATP Tour 1999 | ATP Tour 1999 | ATP Tour 1999          | ATP Tour 1999      | ATP Tour 1999           |
| Turnier       | Platzbelag    | Sieger                 | Finalgegner        | Ergebnis                |
| ------------- | ------------- | ---------------------- | ------------------ | ----------------------- |
| Memphis       | Hartplatz (i) | Tommy Haas             | Jim Courier        | 6:4, 6:1                |
| Rotterdam     | Teppich (i)   | Jewgeni Kafelnikow (4) | Tim Henman         | 6:2, 7:6                |
| London        | Teppich (i)   | Richard Krajicek (5)   | Greg Rusedski      | 7:6, 6:7, 7:5           |
| Barcelona     | Sand          | Félix Mantilla         | Karim Alami        | 7:6, 6:3, 6:3           |
| Tokio         | Hartplatz     | Nicolas Kiefer         | Wayne Ferreira     | 7:6, 7:5                |
| Stuttgart     | Sand          | Magnus Norman          | Tommy Haas         | 6:7, 4:6, 7:6, 6:0, 6:3 |
| Kitzbühel     | Sand          | Albert Costa (2)       | Fernando Vicente   | 7:5, 6:2, 6:7, 7:6      |
| Washington    | Hartplatz     | Andre Agassi (6)       | Jewgeni Kafelnikow | 7:6, 6:1                |
| Indianapolis  | Hartplatz     | Nicolás Lapentti       | Vincent Spadea     | 4:6, 6:4, 6:4           |
| Singapur      | Hartplatz (i) | Marcelo Ríos (2)       | Mikael Tillström   | 6:2, 7:6                |
| Wien          | Hartplatz (i) | Greg Rusedski (2)      | Nicolas Kiefer     | 6:7, 2:6, 6:3, 7:5, 6:4 |

### 2000 bis 2009
| ATP Tour 2000 | ATP Tour 2000 | ATP Tour 2000       | ATP Tour 2000          | ATP Tour 2000           |
| Turnier       | Platzbelag    | Sieger              | Finalgegner            | Ergebnis                |
| ------------- | ------------- | ------------------- | ---------------------- | ----------------------- |
| Memphis       | Hartplatz (i) | Magnus Larsson      | Byron Black            | 6:2, 1:6, 6:3           |
| Rotterdam     | Hartplatz (i) | Cédric Pioline      | Tim Henman             | 6:7, 6:4, 7:6           |
| London        | Hartplatz (i) | Marc Rosset (2)     | Jewgeni Kafelnikow     | 6:4, 6:4                |
| Mexiko-Stadt  | Sand          | Juan Ignacio Chela  | Mariano Puerta         | 6:4, 7:6                |
| Barcelona     | Sand          | Marat Safin         | Juan Carlos Ferrero    | 6:3, 6:3, 6:4           |
| Stuttgart     | Sand          | Franco Squillari    | Gastón Gaudio          | 6:2, 3:6, 4:6, 6:4, 6:2 |
| Kitzbühel     | Sand          | Àlex Corretja (3)   | Emilio Benfele Álvarez | 6:3, 6:1, 3:0, aufg.    |
| Washington    | Hartplatz     | Àlex Corretja (4)   | Andre Agassi           | 6:2, 6:3                |
| Indianapolis  | Hartplatz     | Gustavo Kuerten (2) | Marat Safin            | 3:6, 7:6, 7:6           |
| Wien          | Hartplatz (i) | Tim Henman          | Tommy Haas             | 6:4, 6:4, 6:4           |
| Tokio         | Hartplatz     | Sjeng Schalken      | Nicolás Lapentti       | 6:4, 3:6, 6:1           |

| ATP Tour 2001 | ATP Tour 2001 | ATP Tour 2001           | ATP Tour 2001      | ATP Tour 2001           |
| Turnier       | Platzbelag    | Sieger                  | Finalgegner        | Ergebnis                |
| ------------- | ------------- | ----------------------- | ------------------ | ----------------------- |
| Rotterdam     | Hartplatz (i) | Nicolas Escudé          | Roger Federer      | 7:5, 3:6, 7:6           |
| Memphis       | Hartplatz (i) | Mark Philippoussis (2)  | Davide Sanguinetti | 6:3, 6:7, 6:3           |
| Dubai         | Hartplatz     | Juan Carlos Ferrero     | Marat Safin        | 6:2, 3:1, aufg.         |
| Acapulco      | Sand          | Gustavo Kuerten (3)     | Galo Blanco        | 6:4, 6:2                |
| Barcelona     | Sand          | Juan Carlos Ferrero (2) | Carlos Moyá        | 4:6, 7:5, 6:3, 3:6, 7:5 |
| Stuttgart     | Sand          | Gustavo Kuerten (4)     | Guillermo Cañas    | 6:3, 6:2, 6:4           |
| Kitzbühel     | Sand          | Nicolás Lapentti (2)    | Albert Costa       | 1:6, 6:4, 7:5, 7:5      |
| Washington    | Hartplatz     | Andy Roddick            | Sjeng Schalken     | 6:2, 6:3                |
| Indianapolis  | Hartplatz     | Patrick Rafter          | Gustavo Kuerten    | 4:2, aufg.              |
| Tokio         | Hartplatz     | Lleyton Hewitt          | Michel Kratochvil  | 6:4, 6:2                |
| Wien          | Hartplatz (i) | Tommy Haas (2)          | Guillermo Cañas    | 6:2, 7:6, 6:4           |

| ATP Tour 2002 | ATP Tour 2002 | ATP Tour 2002      | ATP Tour 2002       | ATP Tour 2002      |
| Turnier       | Platzbelag    | Sieger             | Finalgegner         | Ergebnis           |
| ------------- | ------------- | ------------------ | ------------------- | ------------------ |
| Memphis       | Hartplatz (i) | Andy Roddick (2)   | James Blake         | 6:4, 3:6, 7:5      |
| Rotterdam     | Hartplatz (i) | Nicolas Escudé (2) | Tim Henman          | 3:6, 7:6, 6:4      |
| Dubai         | Hartplatz     | Fabrice Santoro    | Younes El Aynaoui   | 6:4, 3:6, 6:3      |
| Acapulco      | Sand          | Carlos Moyá        | Fernando Meligeni   | 7:6, 7:6           |
| Barcelona     | Sand          | Gastón Gaudio      | Albert Costa        | 6:4, 6:0, 6:2      |
| Kitzbühel     | Sand          | Àlex Corretja (5)  | Juan Carlos Ferrero | 6:4, 6:1, 6:3      |
| Washington    | Hartplatz     | James Blake        | Paradorn Srichaphan | 1:6, 7:6, 6:4      |
| Indianapolis  | Hartplatz     | Greg Rusedski (3)  | Félix Mantilla      | 6:7, 6:4, 6:4      |
| Tokio         | Hartplatz     | Kenneth Carlsen    | Magnus Norman       | 7:6, 6:3           |
| Wien          | Hartplatz (i) | Roger Federer      | Jiří Novák          | 6:4, 6:1, 3:6, 6:4 |

| ATP Tour 2003 | ATP Tour 2003 | ATP Tour 2003       | ATP Tour 2003      | ATP Tour 2003             |
| Turnier       | Platzbelag    | Sieger              | Finalgegner        | Ergebnis                  |
| ------------- | ------------- | ------------------- | ------------------ | ------------------------- |
| Rotterdam     | Hartplatz (i) | Maks Mirny          | Raemon Sluiter     | 7:6, 6:4                  |
| Memphis       | Hartplatz     | Taylor Dent         | Andy Roddick       | 6:1, 6:4                  |
| Dubai         | Hartplatz     | Roger Federer (2)   | Jiří Novák         | 6:1, 7:6                  |
| Acapulco      | Sand          | Agustín Calleri     | Mariano Zabaleta   | 7:5, 3:6, 6:3             |
| Barcelona     | Sand          | Carlos Moyá (2)     | Marat Safin        | 5:7, 6:2, 6:2, 3:0, aufg. |
| Stuttgart     | Sand          | Guillermo Coria     | Tommy Robredo      | 6:2, 6:2, 6:1             |
| Kitzbühel     | Sand          | Guillermo Coria (2) | Nicolás Massú      | 6:1, 6:4, 6:2             |
| Tokio         | Hartplatz     | Rainer Schüttler    | Sébastien Grosjean | 7:6, 6:2                  |
| Wien          | Hartplatz (i) | Roger Federer (3)   | Carlos Moyá        | 6:3, 6:3, 6:3             |

| ATP Tour 2004 | ATP Tour 2004 | ATP Tour 2004      | ATP Tour 2004       | ATP Tour 2004           |
| Turnier       | Platzbelag    | Sieger             | Finalgegner         | Ergebnis                |
| ------------- | ------------- | ------------------ | ------------------- | ----------------------- |
| Rotterdam     | Hartplatz (i) | Lleyton Hewitt (2) | Juan Carlos Ferrero | 6:7, 7:5, 6:4           |
| Memphis       | Hartplatz (i) | Joachim Johansson  | Nicolas Kiefer      | 7:6, 6:3                |
| Dubai         | Hartplatz     | Roger Federer (4)  | Feliciano López     | 4:6, 6:1, 6:2           |
| Acapulco      | Sand          | Carlos Moyá (3)    | Fernando Verdasco   | 6:3, 6:0                |
| Barcelona     | Sand          | Tommy Robredo      | Gastón Gaudio       | 6:3, 4:6, 6:2, 3:6, 6:3 |
| Stuttgart     | Sand          | Guillermo Cañas    | Gastón Gaudio       | 5:7, 6:2, 6:0, 1:6, 6:3 |
| Kitzbühel     | Sand          | Nicolás Massú      | Gastón Gaudio       | 7:6, 6:4                |
| Tokio         | Hartplatz     | Jiří Novák         | Taylor Dent         | 5:7, 6:1, 6:3           |
| Wien          | Hartplatz (i) | Feliciano López    | Guillermo Cañas     | 6:4, 1:6, 7:5, 3:6, 7:5 |

| ATP Tour 2005 | ATP Tour 2005 | ATP Tour 2005       | ATP Tour 2005       | ATP Tour 2005      |
| Turnier       | Platzbelag    | Sieger              | Finalgegner         | Ergebnis           |
| ------------- | ------------- | ------------------- | ------------------- | ------------------ |
| Rotterdam     | Hartplatz (i) | Roger Federer (5)   | Ivan Ljubičić       | 5:7, 7:5, 7:6      |
| Memphis       | Hartplatz (i) | Kenneth Carlsen (2) | Maks Mirny          | 7:5, 7:5           |
| Dubai         | Hartplatz     | Roger Federer (6)   | Ivan Ljubičić       | 6:1, 6:7, 6:3      |
| Acapulco      | Sand          | Rafael Nadal        | Albert Montañés     | 6:1, 6:0           |
| Barcelona     | Sand          | Rafael Nadal (2)    | Juan Carlos Ferrero | 6:1, 7:6, 6:3      |
| Stuttgart     | Sand          | Rafael Nadal (3)    | Gastón Gaudio       | 6:3, 6:3, 6:4      |
| Kitzbühel     | Sand          | Gastón Gaudio (2)   | Fernando Verdasco   | 2:6, 6:2, 6:4, 6:4 |
| Tokio         | Hartplatz     | Wesley Moodie       | Mario Ančić         | 1:6, 7:6, 6:4      |
| Wien          | Hartplatz (i) | Ivan Ljubičić       | Juan Carlos Ferrero | 6:2, 6:4, 7:6      |

| ATP Tour 2006 | ATP Tour 2006 | ATP Tour 2006       | ATP Tour 2006      | ATP Tour 2006           |
| Turnier       | Platzbelag    | Sieger              | Finalgegner        | Ergebnis                |
| ------------- | ------------- | ------------------- | ------------------ | ----------------------- |
| Rotterdam     | Hartplatz (i) | Radek Štěpánek      | Christophe Rochus  | 6:0, 6:3                |
| Memphis       | Hartplatz (i) | Tommy Haas (3)      | Robin Söderling    | 6:3, 6:2                |
| Dubai         | Hartplatz     | Rafael Nadal (4)    | Roger Federer      | 2:6, 6:4, 6:4           |
| Acapulco      | Sand          | Luis Horna          | Juan Ignacio Chela | 7:6, 6:4                |
| Barcelona     | Sand          | Rafael Nadal (5)    | Tommy Robredo      | 6:4, 6:4, 6:0           |
| Stuttgart     | Sand          | David Ferrer        | José Acasuso       | 6:4, 3:6, 6:7, 7:5, 6:4 |
| Kitzbühel     | Sand          | Agustín Calleri (2) | Juan Ignacio Chela | 7:6, 6:2, 6:3           |
| Tokio         | Hartplatz     | Roger Federer (7)   | Tim Henman         | 6:3, 6:3                |
| Wien          | Hartplatz (i) | Ivan Ljubičić (2)   | Fernando González  | 6:3, 6:4, 7:5           |

| ATP Tour 2007 | ATP Tour 2007 | ATP Tour 2007          | ATP Tour 2007      | ATP Tour 2007 |
| Turnier       | Platzbelag    | Sieger                 | Finalgegner        | Ergebnis      |
| ------------- | ------------- | ---------------------- | ------------------ | ------------- |
| Rotterdam     | Hartplatz (i) | Michail Juschny        | Ivan Ljubičić      | 6:2, 6:4      |
| Memphis       | Hartplatz (i) | Tommy Haas (4)         | Andy Roddick       | 6:3, 6:2      |
| Dubai         | Hartplatz     | Roger Federer (8)      | Michail Juschny    | 6:4, 6:3      |
| Acapulco      | Sand          | Juan Ignacio Chela (2) | Carlos Moyá        | 6:3, 7:6      |
| Barcelona     | Sand          | Rafael Nadal (6)       | Guillermo Cañas    | 6:3, 6:4      |
| Stuttgart     | Sand          | Rafael Nadal (7)       | Stanislas Wawrinka | 6:4, 7:5      |
| Kitzbühel     | Sand          | Juan Mónaco            | Potito Starace     | 5:7, 6:3, 6:4 |
| Tokio         | Hartplatz     | David Ferrer (2)       | Richard Gasquet    | 6:1, 6:2      |
| Wien          | Hartplatz (i) | Novak Đoković          | Stanislas Wawrinka | 6:4, 6:0      |

| ATP Tour 2008 | ATP Tour 2008 | ATP Tour 2008             | ATP Tour 2008         | ATP Tour 2008 |
| Turnier       | Platzbelag    | Sieger                    | Finalgegner           | Ergebnis      |
| ------------- | ------------- | ------------------------- | --------------------- | ------------- |
| Rotterdam     | Hartplatz (i) | Michaël Llodra            | Robin Söderling       | 6:7, 6:3, 7:6 |
| Memphis       | Hartplatz (i) | Steve Darcis              | Robin Söderling       | 6:3, 7:6      |
| Acapulco      | Sand          | Nicolás Almagro           | David Nalbandian      | 6:1, 7:6      |
| Dubai         | Hartplatz     | Andy Roddick (3)          | Feliciano López       | 6:7, 6:4, 6:2 |
| Barcelona     | Sand          | Rafael Nadal (8)          | David Ferrer          | 6:4, 4:6, 6:1 |
| Stuttgart     | Sand          | Juan Martín del Potro     | Richard Gasquet       | 6:4, 7:5      |
| Kitzbühel     | Sand          | Juan Martín del Potro (2) | Jürgen Melzer         | 6:2, 6:1      |
| Tokio         | Hartplatz     | Tomáš Berdych             | Juan Martín del Potro | 6:1, 6:4      |
| Wien          | Hartplatz (i) | Philipp Petzschner        | Gaël Monfils          | 6:4, 6:4      |

| ATP World Tour 2009 | ATP World Tour 2009 | ATP World Tour 2009       | ATP World Tour 2009 | ATP World Tour 2009 |
| Turnier             | Platzbelag          | Sieger                    | Finalgegner         | Ergebnis            |
| ------------------- | ------------------- | ------------------------- | ------------------- | ------------------- |
| Rotterdam           | Hartplatz (i)       | Andy Murray               | Rafael Nadal        | 6:3, 4:6, 6:0       |
| Memphis             | Hartplatz (i)       | Andy Roddick (4)          | Radek Štěpánek      | 7:5, 7:5            |
| Dubai               | Hartplatz           | Novak Đoković (2)         | David Ferrer        | 7:5, 6:3            |
| Acapulco            | Sand                | Nicolás Almagro (2)       | Gaël Monfils        | 6:4, 6:4            |
| Barcelona           | Sand                | Rafael Nadal (9)          | David Ferrer        | 6:2, 7:5            |
| Hamburg             | Sand                | Nikolai Dawydenko         | Paul-Henri Mathieu  | 6:4, 6:2            |
| Washington          | Hartplatz           | Juan Martín del Potro (3) | Andy Roddick        | 3:6, 7:5, 7:6       |
| Peking              | Hartplatz           | Novak Đoković (3)         | Marin Čilić         | 6:2, 7:6            |
| Tokio               | Hartplatz           | Jo-Wilfried Tsonga        | Michail Juschny     | 6:3, 6:3            |
| Basel               | Hartplatz (i)       | Novak Đoković (4)         | Roger Federer       | 6:4, 4:6, 6:2       |
| Valencia            | Hartplatz (i)       | Andy Murray (2)           | Michail Juschny     | 6:3, 6:2            |

### 2010 bis 2019
| ATP World Tour 2010 | ATP World Tour 2010 | ATP World Tour 2010 | ATP World Tour 2010 | ATP World Tour 2010 |
| Turnier             | Platzbelag          | Sieger              | Finalgegner         | Ergebnis            |
| ------------------- | ------------------- | ------------------- | ------------------- | ------------------- |
| Rotterdam           | Hartplatz (i)       | Robin Söderling     | Michail Juschny     | 6:4, 2:0, aufg.     |
| Memphis             | Hartplatz (i)       | Sam Querrey         | John Isner          | 6:7, 7:6, 6:3       |
| Dubai               | Hartplatz           | Novak Đoković (5)   | Michail Juschny     | 7:5, 5:7, 6:3       |
| Acapulco            | Sand                | David Ferrer (3)    | Juan Carlos Ferrero | 6:3, 3:6, 6:1       |
| Barcelona           | Sand                | Fernando Verdasco   | Robin Söderling     | 6:3, 4:6, 6:3       |
| Hamburg             | Sand                | Andrei Golubew      | Jürgen Melzer       | 6:3, 7:5            |
| Washington          | Hartplatz           | David Nalbandian    | Marcos Baghdatis    | 6:2, 7:6            |
| Peking              | Hartplatz           | Novak Đoković (6)   | David Ferrer        | 6:2, 6:4            |
| Tokio               | Hartplatz           | Rafael Nadal (10)   | Gaël Monfils        | 6:1, 7:5            |
| Basel               | Hartplatz (i)       | Roger Federer (9)   | Novak Đoković       | 6:4, 3:6, 6:1       |
| Valencia            | Hartplatz (i)       | David Ferrer (4)    | Marcel Granollers   | 7:5, 6:3            |

| ATP World Tour 2011 | ATP World Tour 2011 | ATP World Tour 2011 | ATP World Tour 2011 | ATP World Tour 2011 |
| Turnier             | Platzbelag          | Sieger              | Finalgegner         | Ergebnis            |
| ------------------- | ------------------- | ------------------- | ------------------- | ------------------- |
| Rotterdam           | Hartplatz (i)       | Robin Söderling (2) | Jo-Wilfried Tsonga  | 6:3, 3:6, 6:3       |
| Memphis             | Hartplatz (i)       | Andy Roddick (5)    | Milos Raonic        | 7:67, 6:711, 7:5    |
| Dubai               | Hartplatz           | Novak Đoković (7)   | Roger Federer       | 6:3, 6:3            |
| Acapulco            | Sand                | David Ferrer (5)    | Nicolás Almagro     | 7:64, 6:72, 6:2     |
| Barcelona           | Sand                | Rafael Nadal (11)   | David Ferrer        | 6:2, 6:4            |
| Hamburg             | Sand                | Gilles Simon        | Nicolás Almagro     | 6:4, 4:6, 6:4       |
| Washington          | Hartplatz           | Radek Štěpánek (2)  | Gaël Monfils        | 6:4, 6:4            |
| Peking              | Hartplatz           | Tomáš Berdych (2)   | Marin Čilić         | 3:6, 6:4, 6:1       |
| Tokio               | Hartplatz           | Andy Murray (3)     | Rafael Nadal        | 3:6, 6:2, 6:0       |
| Basel               | Hartplatz (i)       | Roger Federer (10)  | Kei Nishikori       | 6:1, 6:3            |
| Valencia            | Hartplatz (i)       | Marcel Granollers   | Juan Mónaco         | 6:2, 4:6, 7:63      |

| ATP World Tour 2012 | ATP World Tour 2012 | ATP World Tour 2012       | ATP World Tour 2012   | ATP World Tour 2012 |
| Turnier             | Platzbelag          | Sieger                    | Finalgegner           | Ergebnis            |
| ------------------- | ------------------- | ------------------------- | --------------------- | ------------------- |
| Rotterdam           | Hartplatz (i)       | Roger Federer (11)        | Juan Martín del Potro | 6:1, 6:4            |
| Memphis             | Hartplatz (i)       | Jürgen Melzer             | Milos Raonic          | 7:5, 7:64           |
| Dubai               | Hartplatz           | Roger Federer (12)        | Andy Murray           | 7:5, 6:4            |
| Acapulco            | Sand                | David Ferrer (6)          | Fernando Verdasco     | 6.1, 6:2            |
| Barcelona           | Sand                | Rafael Nadal (12)         | David Ferrer          | 7:61, 7:5           |
| Hamburg             | Sand                | Juan Mónaco (2)           | Tommy Haas            | 7:5, 6:4            |
| Washington          | Hartplatz           | Oleksandr Dolhopolow      | Tommy Haas            | 6:77, 6:4, 6:1      |
| Peking              | Hartplatz           | Novak Đoković (8)         | Jo-Wilfried Tsonga    | 7:64, 6:2           |
| Tokio               | Hartplatz           | Kei Nishikori             | Milos Raonic          | 7:65, 3:6, 6:0      |
| Basel               | Hartplatz (i)       | Juan Martín del Potro (4) | Roger Federer         | 6:4, 6:75, 7:63     |
| Valencia            | Hartplatz (i)       | David Ferrer (7)          | Oleksandr Dolhopolow  | 6:1, 3:6, 6:4       |

| ATP World Tour 2013 | ATP World Tour 2013 | ATP World Tour 2013       | ATP World Tour 2013 | ATP World Tour 2013 |
| Turnier             | Platzbelag          | Sieger                    | Finalgegner         | Ergebnis            |
| ------------------- | ------------------- | ------------------------- | ------------------- | ------------------- |
| Rotterdam           | Hartplatz (i)       | Juan Martín del Potro (5) | Julien Benneteau    | 7:62, 6:3           |
| Memphis             | Hartplatz (i)       | Kei Nishikori (2)         | Feliciano López     | 6:2, 6:3            |
| Dubai               | Hartplatz           | Novak Đoković (9)         | Tomáš Berdych       | 7:5, 6:3            |
| Acapulco            | Sand                | Rafael Nadal (13)         | David Ferrer        | 6:0, 6:2            |
| Barcelona           | Sand                | Rafael Nadal (14)         | Nicolás Almagro     | 6:4, 6:3            |
| Hamburg             | Sand                | Fabio Fognini             | Federico Delbonis   | 4:6, 7:68, 6:2      |
| Washington          | Hartplatz           | Juan Martín del Potro (6) | John Isner          | 3:6, 6:1, 6:2       |
| Peking              | Hartplatz           | Novak Đoković (10)        | Rafael Nadal        | 6:3, 6:4            |
| Tokio               | Hartplatz           | Juan Martín del Potro (7) | Milos Raonic        | 7:65, 7:5           |
| Basel               | Hartplatz (i)       | Juan Martín del Potro (8) | Roger Federer       | 7:63, 2:6, 6:4      |
| Valencia            | Hartplatz (i)       | Michail Juschny (2)       | David Ferrer        | 6:3, 7:5            |

| ATP World Tour 2014 | ATP World Tour 2014 | ATP World Tour 2014 | ATP World Tour 2014  | ATP World Tour 2014 |
| Turnier             | Platzbelag          | Sieger              | Finalgegner          | Ergebnis            |
| ------------------- | ------------------- | ------------------- | -------------------- | ------------------- |
| Rotterdam           | Hartplatz (i)       | Tomáš Berdych (3)   | Marin Čilić          | 6:4, 6:2            |
| Rio de Janeiro      | Sand                | Rafael Nadal (15)   | Oleksandr Dolhopolow | 6:3, 7:63           |
| Dubai               | Hartplatz           | Roger Federer (13)  | Tomáš Berdych        | 3:6, 6:4, 6:3       |
| Acapulco            | Hartplatz           | Grigor Dimitrow     | Kevin Anderson       | 7:61, 3:6, 7:65     |
| Barcelona           | Sand                | Kei Nishikori (3)   | Santiago Giraldo     | 6:2, 6:2            |
| Hamburg             | Sand                | Leonardo Mayer      | David Ferrer         | 6:73, 6:1, 7:64     |
| Washington          | Hartplatz           | Milos Raonic        | Vasek Pospisil       | 6:1, 6:4            |
| Peking              | Hartplatz           | Novak Đoković (11)  | Tomáš Berdych        | 6:0, 6:2            |
| Tokio               | Hartplatz           | Kei Nishikori (4)   | Milos Raonic         | 7:65, 4:6, 6:4      |
| Basel               | Hartplatz (i)       | Roger Federer (14)  | David Goffin         | 6:2, 6:2            |
| Valencia            | Hartplatz (i)       | Andy Murray (4)     | Tommy Robredo        | 3:6, 7:67, 7:68     |

| ATP World Tour 2015 | ATP World Tour 2015 | ATP World Tour 2015 | ATP World Tour 2015 | ATP World Tour 2015 |
| Turnier             | Platzbelag          | Sieger              | Finalgegner         | Ergebnis            |
| ------------------- | ------------------- | ------------------- | ------------------- | ------------------- |
| Rotterdam           | Hartplatz (i)       | Stan Wawrinka       | Tomáš Berdych       | 4:6, 6:3, 6:4       |
| Rio de Janeiro      | Sand                | David Ferrer (8)    | Fabio Fognini       | 6:2, 6:3            |
| Dubai               | Hartplatz           | Roger Federer (15)  | Novak Đoković       | 6:3, 7:5            |
| Acapulco            | Hartplatz           | David Ferrer (9)    | Kei Nishikori       | 6:3, 7:5            |
| Barcelona           | Sand                | Kei Nishikori (5)   | Pablo Andújar       | 6:4, 6:4            |
| Halle               | Rasen               | Roger Federer (16)  | Andreas Seppi       | 7:61, 6:4           |
| Queen’s Club        | Rasen               | Andy Murray (5)     | Kevin Anderson      | 6:3, 6:4            |
| Hamburg             | Sand                | Rafael Nadal (16)   | Fabio Fognini       | 7:5, 7:5            |
| Washington          | Hartplatz           | Kei Nishikori (6)   | John Isner          | 4:6, 6:4, 6:4       |
| Peking              | Hartplatz           | Novak Đoković (12)  | Rafael Nadal        | 6:2, 6:2            |
| Tokio               | Hartplatz           | Stan Wawrinka (2)   | Benoît Paire        | 6:2, 6:4            |
| Wien                | Hartplatz (i)       | David Ferrer (10)   | Steve Johnson       | 4:6, 6:4, 7:5       |
| Basel               | Hartplatz (i)       | Roger Federer (17)  | Rafael Nadal        | 6:3, 5:7, 6:3       |

| ATP World Tour 2016 | ATP World Tour 2016 | ATP World Tour 2016 | ATP World Tour 2016 | ATP World Tour 2016 |
| Turnier             | Platzbelag          | Sieger              | Finalgegner         | Ergebnis            |
| ------------------- | ------------------- | ------------------- | ------------------- | ------------------- |
| Rotterdam           | Hartplatz (i)       | Martin Kližan       | Gaël Monfils        | 6:71, 6:3, 6:1      |
| Rio de Janeiro      | Sand                | Pablo Cuevas        | Guido Pella         | 6:4, 6:75, 6:4      |
| Dubai               | Hartplatz           | Stan Wawrinka (3)   | Marcos Baghdatis    | 6:4, 7:613          |
| Acapulco            | Hartplatz           | Dominic Thiem       | Bernard Tomic       | 7:66, 4:6, 6:3      |
| Barcelona           | Sand                | Rafael Nadal (17)   | Kei Nishikori       | 6:4, 7:5            |
| Halle               | Rasen               | Florian Mayer       | Alexander Zverev    | 6:2, 5:7, 6:3       |
| Queen’s Club        | Rasen               | Andy Murray (6)     | Milos Raonic        | 6:75, 6:4, 6:3      |
| Hamburg             | Sand                | Martin Kližan (2)   | Pablo Cuevas        | 6:1, 6:4            |
| Washington          | Hartplatz           | Gaël Monfils        | Ivo Karlović        | 5:7, 7:66, 6:4      |
| Peking              | Hartplatz           | Andy Murray (7)     | Grigor Dimitrow     | 6:4, 7:62           |
| Tokio               | Hartplatz           | Nick Kyrgios        | David Goffin        | 4:6, 6:3, 7:5       |
| Wien                | Hartplatz (i)       | Andy Murray (8)     | Jo-Wilfried Tsonga  | 6:3, 7:66           |
| Basel               | Hartplatz (i)       | Marin Čilić         | Kei Nishikori       | 6:1, 7:65           |

| ATP World Tour 2017 | ATP World Tour 2017 | ATP World Tour 2017    | ATP World Tour 2017   | ATP World Tour 2017 |
| Turnier             | Platzbelag          | Sieger                 | Finalgegner           | Ergebnis            |
| ------------------- | ------------------- | ---------------------- | --------------------- | ------------------- |
| Rotterdam           | Hartplatz (i)       | Jo-Wilfried Tsonga (2) | David Goffin          | 4:6, 6:4, 6:1       |
| Rio de Janeiro      | Sand                | Dominic Thiem (2)      | Pablo Carreño Busta   | 7:5, 6:4            |
| Dubai               | Hartplatz           | Andy Murray (9)        | Fernando Verdasco     | 6:3, 6:2            |
| Acapulco            | Hartplatz           | Sam Querrey (2)        | Rafael Nadal          | 6:3, 7:63           |
| Barcelona           | Sand                | Rafael Nadal (18)      | Dominic Thiem         | 6:4, 6:1            |
| Halle               | Rasen               | Roger Federer (18)     | Alexander Zverev      | 6:1, 6:3            |
| Queen’s Club        | Rasen               | Feliciano López (2)    | Marin Čilić           | 4:6, 7:62, 7:68     |
| Hamburg             | Sand                | Leonardo Mayer (2)     | Florian Mayer         | 6:4, 4:6, 6:3       |
| Washington          | Hartplatz           | Alexander Zverev       | Kevin Anderson        | 6:4, 6:4            |
| Peking              | Hartplatz           | Rafael Nadal (19)      | Nick Kyrgios          | 6:2, 6:1            |
| Tokio               | Hartplatz           | David Goffin           | Adrian Mannarino      | 6:3, 7:5            |
| Wien                | Hartplatz (i)       | Lucas Pouille          | Jo-Wilfried Tsonga    | 6:1, 6:4            |
| Basel               | Hartplatz (i)       | Roger Federer (19)     | Juan Martín del Potro | 6:75, 6:4, 6:3      |

| ATP World Tour 2018 | ATP World Tour 2018 | ATP World Tour 2018        | ATP World Tour 2018   | ATP World Tour 2018 |
| Turnier             | Platzbelag          | Sieger                     | Finalgegner           | Ergebnis            |
| ------------------- | ------------------- | -------------------------- | --------------------- | ------------------- |
| Rotterdam           | Hartplatz (i)       | Roger Federer (20)         | Grigor Dimitrow       | 6:2, 6:2            |
| Rio de Janeiro      | Sand                | Diego Schwartzman          | Fernando Verdasco     | 6:2, 6:3            |
| Acapulco            | Hartplatz           | Juan Martín del Potro (9)  | Kevin Anderson        | 6:4, 6:4            |
| Dubai               | Hartplatz           | Roberto Bautista Agut      | Lucas Pouille         | 6:3, 6:4            |
| Barcelona           | Sand                | Rafael Nadal (20)          | Stefanos Tsitsipas    | 6:2, 6:1            |
| Halle               | Rasen               | Borna Ćorić                | Roger Federer         | 7:66, 3:6, 6:2      |
| Queen’s Club        | Rasen               | Marin Čilić (2)            | Novak Đoković         | 5:7, 7:64, 6:3      |
| Hamburg             | Sand                | Nikolos Bassilaschwili     | Leonardo Mayer        | 6:4, 0:6, 7:5       |
| Washington          | Hartplatz           | Alexander Zverev (2)       | Alex de Minaur        | 6:2, 6:4            |
| Peking              | Hartplatz           | Nikolos Bassilaschwili (2) | Juan Martín del Potro | 6:4, 6:4            |
| Tokio               | Hartplatz           | Daniil Medwedew            | Kei Nishikori         | 6:2, 6:4            |
| Basel               | Hartplatz (i)       | Roger Federer (21)         | Marius Copil          | 7:65, 6:4           |
| Wien                | Hartplatz (i)       | Kevin Anderson             | Kei Nishikori         | 6:3, 7:63           |

| ATP Tour 2019  | ATP Tour 2019 | ATP Tour 2019              | ATP Tour 2019         | ATP Tour 2019   |
| Turnier        | Platzbelag    | Sieger                     | Finalgegner           | Ergebnis        |
| -------------- | ------------- | -------------------------- | --------------------- | --------------- |
| Rotterdam      | Hartplatz (i) | Gaël Monfils (2)           | Stan Wawrinka         | 6:3, 1:6, 6:2   |
| Rio de Janeiro | Sand          | Laslo Đere                 | Félix Auger-Aliassime | 6:3, 7:5        |
| Acapulco       | Hartplatz     | Nick Kyrgios (2)           | Alexander Zverev      | 6:3, 6:4        |
| Dubai          | Hartplatz     | Roger Federer (22)         | Stefanos Tsitsipas    | 6:4, 6:4        |
| Barcelona      | Sand          | Dominic Thiem (3)          | Daniil Medwedew       | 6:4, 6:0        |
| Halle          | Rasen         | Roger Federer (23)         | David Goffin          | 7:62, 6:1       |
| Queen’s Club   | Rasen         | Feliciano López (3)        | Gilles Simon          | 6:2, 6:74, 7:62 |
| Hamburg        | Sand          | Nikolos Bassilaschwili (3) | Andrei Rubljow        | 7:5, 4:6, 6:3   |
| Washington     | Hartplatz     | Nick Kyrgios (3)           | Daniil Medwedew       | 7:66, 7:64      |
| Peking         | Hartplatz     | Dominic Thiem (4)          | Stefanos Tsitsipas    | 3:6, 6:4, 6:1   |
| Tokio          | Hartplatz     | Novak Đoković (13)         | John Millman          | 6:3, 6:2        |
| Basel          | Hartplatz (i) | Roger Federer (24)         | Alex de Minaur        | 6:2, 6:2        |
| Wien           | Hartplatz (i) | Dominic Thiem (5)          | Diego Schwartzman     | 3:6, 6:4, 6:3   |

### Seit 2020
| ATP Tour 2020  | ATP Tour 2020 | ATP Tour 2020                           | ATP Tour 2020                           | ATP Tour 2020                           |
| Turnier        | Platzbelag    | Sieger                                  | Finalgegner                             | Ergebnis                                |
| -------------- | ------------- | --------------------------------------- | --------------------------------------- | --------------------------------------- |
| Rotterdam      | Hartplatz (i) | Gaël Monfils (3)                        | Félix Auger-Aliassime                   | 6:2, 6:4                                |
| Rio de Janeiro | Sand          | Cristian Garín                          | Gianluca Mager                          | 7:63, 7:5                               |
| Acapulco       | Hartplatz     | Rafael Nadal (21)                       | Taylor Fritz                            | 6:3, 6:2                                |
| Dubai          | Hartplatz     | Novak Đoković (14)                      | Stefanos Tsitsipas                      | 6:3, 6:4                                |
| Barcelona      | Sand          | Aufgrund der COVID-19-Pandemie abgesagt | Aufgrund der COVID-19-Pandemie abgesagt | Aufgrund der COVID-19-Pandemie abgesagt |
| Halle          | Rasen         | Aufgrund der COVID-19-Pandemie abgesagt | Aufgrund der COVID-19-Pandemie abgesagt | Aufgrund der COVID-19-Pandemie abgesagt |
| Queen’s Club   | Rasen         | Aufgrund der COVID-19-Pandemie abgesagt | Aufgrund der COVID-19-Pandemie abgesagt | Aufgrund der COVID-19-Pandemie abgesagt |
| Hamburg        | Sand          | Andrei Rubljow                          | Stefanos Tsitsipas                      | 6:4, 3:6, 7:5                           |
| Washington     | Hartplatz     | Aufgrund der COVID-19-Pandemie abgesagt | Aufgrund der COVID-19-Pandemie abgesagt | Aufgrund der COVID-19-Pandemie abgesagt |
| Peking         | Hartplatz     | Aufgrund der COVID-19-Pandemie abgesagt | Aufgrund der COVID-19-Pandemie abgesagt | Aufgrund der COVID-19-Pandemie abgesagt |
| Tokio          | Hartplatz     | Aufgrund der COVID-19-Pandemie abgesagt | Aufgrund der COVID-19-Pandemie abgesagt | Aufgrund der COVID-19-Pandemie abgesagt |
| Basel          | Hartplatz (i) | Aufgrund der COVID-19-Pandemie abgesagt | Aufgrund der COVID-19-Pandemie abgesagt | Aufgrund der COVID-19-Pandemie abgesagt |
| St. Petersburg | Hartplatz (i) | Andrei Rubljow (2)                      | Borna Ćorić                             | 7:65, 6:4                               |
| Wien           | Hartplatz (i) | Andrei Rubljow (3)                      | Lorenzo Sonego                          | 6:4, 6:4                                |

| ATP Tour 2021  | ATP Tour 2021 | ATP Tour 2021                           | ATP Tour 2021                           | ATP Tour 2021                           |
| Turnier        | Platzbelag    | Sieger                                  | Finalgegner                             | Ergebnis                                |
| -------------- | ------------- | --------------------------------------- | --------------------------------------- | --------------------------------------- |
| Rotterdam      | Hartplatz (i) | Andrei Rubljow (4)                      | Márton Fucsovics                        | 7:64, 6:4                               |
| Rio de Janeiro | Sand          | Aufgrund der COVID-19-Pandemie abgesagt | Aufgrund der COVID-19-Pandemie abgesagt | Aufgrund der COVID-19-Pandemie abgesagt |
| Acapulco       | Hartplatz     | Alexander Zverev (3)                    | Stefanos Tsitsipas                      | 6:4, 7:63                               |
| Dubai          | Hartplatz     | Aslan Karazew                           | Lloyd Harris                            | 6:3, 6:2                                |
| Barcelona      | Sand          | Rafael Nadal (22)                       | Stefanos Tsitsipas                      | 6:4, 6:76, 7:5                          |
| Halle          | Rasen         | Ugo Humbert                             | Andrei Rubljow                          | 6:3, 7:64                               |
| Queen’s Club   | Rasen         | Matteo Berrettini                       | Cameron Norrie                          | 6:4, 6:75, 6:3                          |
| Hamburg        | Sand          | Pablo Carreño Busta                     | Filip Krajinović                        | 6:2, 6:4                                |
| Washington     | Hartplatz     | Jannik Sinner                           | Mackenzie McDonald                      | 7:5, 4:6, 7:5                           |
| Peking         | Hartplatz     | Aufgrund der COVID-19-Pandemie abgesagt | Aufgrund der COVID-19-Pandemie abgesagt | Aufgrund der COVID-19-Pandemie abgesagt |
| Tokio          | Hartplatz     | Aufgrund der COVID-19-Pandemie abgesagt | Aufgrund der COVID-19-Pandemie abgesagt | Aufgrund der COVID-19-Pandemie abgesagt |
| Basel          | Hartplatz (i) | Aufgrund der COVID-19-Pandemie abgesagt | Aufgrund der COVID-19-Pandemie abgesagt | Aufgrund der COVID-19-Pandemie abgesagt |
| Wien           | Hartplatz (i) | Alexander Zverev (4)                    | Frances Tiafoe                          | 7:5, 6:4                                |

| ATP Tour 2022  | ATP Tour 2022 | ATP Tour 2022             | ATP Tour 2022       | ATP Tour 2022  |
| Turnier        | Platzbelag    | Sieger                    | Finalgegner         | Ergebnis       |
| -------------- | ------------- | ------------------------- | ------------------- | -------------- |
| Rotterdam      | Hartplatz (i) | Félix Auger-Aliassime     | Stefanos Tsitsipas  | 6:4, 6:2       |
| Rio de Janeiro | Sand          | Carlos Alcaraz            | Diego Schwartzman   | 6:4, 6:2       |
| Acapulco       | Hartplatz     | Rafael Nadal (23)         | Cameron Norrie      | 6:4, 6:4       |
| Dubai          | Hartplatz     | Andrei Rubljow (5)        | Jiří Veselý         | 6:3, 6:4       |
| Barcelona      | Sand          | Carlos Alcaraz (2)        | Pablo Carreño Busta | 6:3, 6:2       |
| Halle          | Rasen         | Hubert Hurkacz            | Daniil Medwedew     | 6:1, 6:4       |
| Queen’s Club   | Rasen         | Matteo Berrettini (2)     | Filip Krajinović    | 7:5, 6:4       |
| Hamburg        | Sand          | Lorenzo Musetti           | Carlos Alcaraz      | 6:4, 6:76, 6:4 |
| Washington     | Hartplatz     | Nick Kyrgios (4)          | Yoshihito Nishioka  | 6:4, 6:3       |
| Nur-Sultan     | Hartplatz     | Novak Đoković (15)        | Stefanos Tsitsipas  | 6:3, 6:4       |
| Tokio          | Hartplatz     | Taylor Fritz              | Frances Tiafoe      | 7:63, 7:62     |
| Basel          | Hartplatz (i) | Félix Auger-Aliassime (2) | Holger Rune         | 6:3, 7:5       |
| Wien           | Hartplatz (i) | Daniil Medwedew (2)       | Denis Shapovalov    | 4:6, 6:3, 6:2  |

| ATP Tour 2023  | ATP Tour 2023 | ATP Tour 2023             | ATP Tour 2023      | ATP Tour 2023  |
| Turnier        | Platzbelag    | Sieger                    | Finalgegner        | Ergebnis       |
| -------------- | ------------- | ------------------------- | ------------------ | -------------- |
| Rotterdam      | Hartplatz (i) | Daniil Medwedew (3)       | Jannik Sinner      | 5:7, 6:2, 6:2  |
| Rio de Janeiro | Sand          | Cameron Norrie            | Carlos Alcaraz     | 5:7, 6:4, 7:5  |
| Acapulco       | Hartplatz     | Alex de Minaur            | Tommy Paul         | 3:6, 6:4, 6:1  |
| Dubai          | Hartplatz     | Daniil Medwedew (4)       | Andrei Rubljow     | 6:2, 6:2       |
| Barcelona      | Sand          | Carlos Alcaraz (3)        | Stefanos Tsitsipas | 6:3, 6:4       |
| Halle          | Rasen         | Alexander Bublik          | Andrei Rubljow     | 6:3, 3:6, 6:3  |
| Queen’s Club   | Rasen         | Carlos Alcaraz (4)        | Alex de Minaur     | 6:4, 6:4       |
| Hamburg        | Sand          | Alexander Zverev (5)      | Laslo Đere         | 7:5, 6:3       |
| Washington     | Hartplatz     | Daniel Evans              | Tallon Griekspoor  | 7:5, 6:3       |
| Peking         | Hartplatz     | Jannik Sinner (2)         | Daniil Medwedew    | 7:62, 7:62     |
| Tokio          | Hartplatz     | Ben Shelton               | Aslan Karazew      | 7:5, 6:1       |
| Basel          | Hartplatz (i) | Félix Auger-Aliassime (3) | Hubert Hurkacz     | 7:63, 7:65     |
| Wien           | Hartplatz (i) | Jannik Sinner (3)         | Daniil Medwedew    | 7:67, 4:6, 6:3 |

| ATP Tour 2024  | ATP Tour 2024 | ATP Tour 2024              | ATP Tour 2024      | ATP Tour 2024   |
| Turnier        | Platzbelag    | Sieger                     | Finalgegner        | Ergebnis        |
| -------------- | ------------- | -------------------------- | ------------------ | --------------- |
| Rotterdam      | Hartplatz (i) | Jannik Sinner (4)          | Alex de Minaur     | 7:5, 6:4        |
| Rio de Janeiro | Sand          | Sebastián Báez             | Mariano Navone     | 6:2, 6:1        |
| Acapulco       | Hartplatz     | Alex de Minaur (2)         | Casper Ruud        | 6:4, 6:4        |
| Dubai          | Hartplatz     | Ugo Humbert (2)            | Alexander Bublik   | 6:4, 6:3        |
| Barcelona      | Sand          | Casper Ruud                | Stefanos Tsitsipas | 7:5, 6:3        |
| Halle          | Rasen         | Jannik Sinner (5)          | Hubert Hurkacz     | 7:68, 7:62      |
| Queen’s Club   | Rasen         | Tommy Paul                 | Lorenzo Musetti    | 6:1, 7:68       |
| Hamburg        | Sand          | Arthur Fils                | Alexander Zverev   | 6:3, 3:6, 7:61  |
| Washington     | Hartplatz     | Sebastian Korda            | Flavio Cobolli     | 4:6, 6:2, 6:0   |
| Peking         | Hartplatz     | Carlos Alcaraz (5)         | Jannik Sinner      | 6:76, 6:4, 7:63 |
| Tokio          | Hartplatz     | Arthur Fils (2)            | Ugo Humbert        | 5:7, 7:66, 6:3  |
| Basel          | Hartplatz (i) | Giovanni Mpetshi Perricard | Ben Shelton        | 6:4, 7:64       |
| Wien           | Hartplatz (i) | Jack Draper                | Karen Chatschanow  | 6:4, 7:5        |

| ATP Tour 2025  | ATP Tour 2025 | ATP Tour 2025        | ATP Tour 2025               | ATP Tour 2025  |
| Turnier        | Platzbelag    | Sieger               | Finalgegner                 | Ergebnis       |
| -------------- | ------------- | -------------------- | --------------------------- | -------------- |
| Rotterdam      | Hartplatz (i) | Carlos Alcaraz (6)   | Alex de Minaur              | 6:4, 3:6, 6:2  |
| Dallas         | Hartplatz (i) | Denis Shapovalov     | Casper Ruud                 | 7:55, 6:3      |
| Rio de Janeiro | Sand          | Sebastián Báez (2)   | Alexandre Müller            | 6:2, 6:3       |
| Doha           | Hartplatz     | Andrei Rubljow (6)   | Jack Draper                 | 7:5, 5:7, 6:1  |
| Acapulco       | Hartplatz     | Tomáš Macháč         | Alejandro Davidovich Fokina | 7:62, 6:2      |
| Dubai          | Hartplatz     | Stefanos Tsitsipas   | Félix Auger-Aliassime       | 6:3, 6:3       |
| Barcelona      | Sand          | Holger Rune          | Carlos Alcaraz              | 7:66, 6:2      |
| München        | Sand          | Alexander Zverev (6) | Ben Shelton                 | 6:2, 6:4       |
| Hamburg        | Sand          | Flavio Cobolli       | Andrei Rubljow              | 6:2, 6:4       |
| Halle          | Rasen         | Alexander Bublik (2) | Daniil Medwedew             | 6:3, 7:64      |
| Queen’s Club   | Rasen         | Carlos Alcaraz (7)   | Jiří Lehečka                | 7:5, 6:75, 6:2 |
| Washington     | Hartplatz     | Alex de Minaur (3)   | Alejandro Davidovich Fokina | 5:7, 6:1, 7:63 |
| Peking         | Hartplatz     |                      |                             |                |
| Tokio          | Hartplatz     |                      |                             |                |
| Basel          | Hartplatz (i) |                      |                             |                |
| Wien           | Hartplatz (i) |                      |                             |                |

## Siegerstatistik
Anmerkungen
- Noch aktive Athleten sind in Fettschrift hervorgehoben.
- Spieler, die die Nationalität wechselten, sind unter der Nationalität angegeben, für die sie ihren letzten Sieg errangen.

| #   | Spieler                    | Siege |
| --- | -------------------------- | ----- |
| 1.  | Roger Federer              | 24    |
| 2.  | Rafael Nadal               | 23    |
| 3.  | Novak Đoković              | 15    |
| 4.  | Pete Sampras               | 12    |
| 5.  | David Ferrer               | 10    |
| 6.  | Boris Becker               | 9     |
| 6.  | Juan Martín del Potro      | 9     |
| 6.  | Andy Murray                | 9     |
| 9.  | Stefan Edberg              | 8     |
| 10. | Carlos Alcaraz             | 7     |
| 10. | Goran Ivanišević           | 7     |
| 12. | Andre Agassi               | 6     |
| 12. | Ivan Lendl                 | 6     |
| 12. | Kei Nishikori              | 6     |
| 12. | Andrei Rubljow             | 6     |
| 12. | Alexander Zverev           | 6     |
| 17. | Michael Chang              | 5     |
| 17. | Àlex Corretja              | 5     |
| 17. | Jim Courier                | 5     |
| 17. | Richard Krajicek           | 5     |
| 17. | Andy Roddick               | 5     |
| 17. | Jannik Sinner              | 5     |
| 17. | Dominic Thiem              | 5     |
| 24. | Tommy Haas                 | 4     |
| 24. | Jewgeni Kafelnikow         | 4     |
| 24. | Gustavo Kuerten            | 4     |
| 24. | Nick Kyrgios               | 4     |
| 24. | Daniil Medwedew            | 4     |
| 24. | Thomas Muster              | 4     |
| 30. | Félix Auger-Aliassime      | 3     |
| 30. | Nikolos Bassilaschwili     | 3     |
| 30. | Tomáš Berdych              | 3     |
| 30. | Alex de Minaur             | 3     |
| 30. | Feliciano López            | 3     |
| 30. | Todd Martin                | 3     |
| 30. | Andrij Medwedjew           | 3     |
| 30. | Gaël Monfils               | 3     |
| 30. | Carlos Moyá                | 3     |
| 30. | Greg Rusedski              | 3     |
| 30. | Michael Stich              | 3     |
| 30. | Stan Wawrinka              | 3     |
| 42. | Nicolás Almagro            | 2     |
| 42. | Sebastián Báez             | 2     |
| 42. | Matteo Berrettini          | 2     |
| 42. | Alexander Bublik           | 2     |
| 42. | Agustín Calleri            | 2     |
| 42. | Kenneth Carlsen            | 2     |
| 42. | Juan Ignacio Chela         | 2     |
| 42. | Marin Čilić                | 2     |
| 42. | Guillermo Coria            | 2     |
| 42. | Albert Costa               | 2     |
| 42. | Thomas Enqvist             | 2     |
| 42. | Nicolas Escudé             | 2     |
| 42. | Juan Carlos Ferrero        | 2     |
| 42. | Arthur Fils                | 2     |
| 42. | Gastón Gaudio              | 2     |
| 42. | Magnus Gustafsson          | 2     |
| 42. | Lleyton Hewitt             | 2     |
| 42. | Ugo Humbert                | 2     |
| 42. | Michail Juschny            | 2     |
| 42. | Martin Kližan              | 2     |
| 42. | Petr Korda                 | 2     |
| 42. | Nicolás Lapentti           | 2     |
| 42. | Ivan Ljubičić              | 2     |
| 42. | Leonardo Mayer             | 2     |
| 42. | Juan Mónaco                | 2     |
| 42. | Mark Philippoussis         | 2     |
| 42. | Sam Querrey                | 2     |
| 42. | Marcelo Ríos               | 2     |
| 42. | Marc Rosset                | 2     |
| 42. | Robin Söderling            | 2     |
| 42. | Radek Štěpánek             | 2     |
| 42. | Jo-Wilfried Tsonga         | 2     |
| 73. | Kevin Anderson             | 1     |
| 73. | Roberto Bautista Agut      | 1     |
| 73. | Alberto Berasategui        | 1     |
| 73. | Jonas Björkman             | 1     |
| 73. | James Blake                | 1     |
| 73. | Guillermo Cañas            | 1     |
| 73. | Pablo Carreño Busta        | 1     |
| 73. | Flavio Cobolli             | 1     |
| 73. | Borna Ćorić                | 1     |
| 73. | Carlos Costa               | 1     |
| 73. | Pablo Cuevas               | 1     |
| 73. | Steve Darcis               | 1     |
| 73. | Nikolai Dawydenko          | 1     |
| 73. | Taylor Dent                | 1     |
| 73. | Grigor Dimitrow            | 1     |
| 73. | Laslo Đere                 | 1     |
| 73. | Oleksandr Dolhopolow       | 1     |
| 73. | Jack Draper                | 1     |
| 73. | Daniel Evans               | 1     |
| 73. | Wayne Ferreira             | 1     |
| 73. | Fabio Fognini              | 1     |
| 73. | Guy Forget                 | 1     |
| 73. | Taylor Fritz               | 1     |
| 73. | Cristian Garín             | 1     |
| 73. | David Goffin               | 1     |
| 73. | Andrei Golubew             | 1     |
| 73. | Andrés Gómez               | 1     |
| 73. | Marcel Granollers          | 1     |
| 73. | Tim Henman                 | 1     |
| 73. | Luis Horna                 | 1     |
| 73. | Hubert Hurkacz             | 1     |
| 73. | Joachim Johansson          | 1     |
| 73. | Aslan Karazew              | 1     |
| 73. | Nicolas Kiefer             | 1     |
| 73. | Sebastian Korda            | 1     |
| 73. | Karol Kučera               | 1     |
| 73. | Magnus Larsson             | 1     |
| 73. | Michaël Llodra             | 1     |
| 73. | Amos Mansdorf              | 1     |
| 73. | Félix Mantilla             | 1     |
| 73. | Nicolás Massú              | 1     |
| 73. | Tomáš Macháč               | 1     |
| 73. | Florian Mayer              | 1     |
| 73. | Jürgen Melzer              | 1     |
| 73. | Giovanni Mpetshi Perricard | 1     |
| 73. | Maks Mirny                 | 1     |
| 73. | Wesley Moodie              | 1     |
| 73. | Lorenzo Musetti            | 1     |
| 73. | David Nalbandian           | 1     |
| 73. | Cameron Norrie             | 1     |
| 73. | Magnus Norman              | 1     |
| 73. | Jiří Novák                 | 1     |
| 73. | Alex O’Brien               | 1     |
| 73. | Tommy Paul                 | 1     |
| 73. | Andrei Pavel               | 1     |
| 73. | Philipp Petzschner         | 1     |
| 73. | Cédric Pioline             | 1     |
| 73. | Lucas Pouille              | 1     |
| 73. | Patrick Rafter             | 1     |
| 73. | Milos Raonic               | 1     |
| 73. | Tommy Robredo              | 1     |
| 73. | Derrick Rostagno           | 1     |
| 73. | Holger Rune                | 1     |
| 73. | Casper Ruud                | 1     |
| 73. | Marat Safin                | 1     |
| 73. | Emilio Sánchez             | 1     |
| 73. | Fabrice Santoro            | 1     |
| 73. | Sjeng Schalken             | 1     |
| 73. | Denis Shapovalov           | 1     |
| 73. | Ben Shelton                | 1     |
| 73. | Rainer Schüttler           | 1     |
| 73. | Diego Schwartzman          | 1     |
| 73. | Gilles Simon               | 1     |
| 73. | Franco Squillari           | 1     |
| 73. | Stefanos Tsitsipas         | 1     |
| 73. | Fernando Verdasco          | 1     |
| 73. | MaliVai Washington         | 1     |
| 73. | Mark Woodforde             | 1     |
| 73. | Jaime Yzaga                | 1     |

## Nationenwertung
Anmerkungen
- Spieler, die die Nationalität wechselten, sind der jeweils aktuellen Nationalität bei Turniersieg zugerechnet.

| #   | Land                   | Siege |
| --- | ---------------------- | ----- |
| 1.  | Spanien                | 66    |
| 2.  | Vereinigte Staaten     | 49    |
| 3.  | Schweiz                | 29    |
| 4.  | Argentinien            | 27    |
| 5.  | Deutschland            | 26    |
| 6.  | Russland               | 19    |
| 7.  | Frankreich             | 18    |
| 7.  | Schweden               | 18    |
| 8.  | Vereinigtes Königreich | 16    |
| 8.  | Serbien                | 16    |
| 11. | Australien             | 13    |
| 12. | Kroatien               | 11    |
| 13. | Österreich             | 10    |
| 13. | Italien                | 10    |
| 15. | Tschechien             | 7     |
| 16. | Japan                  | 6     |
| 16. | Niederlande            | 6     |
| 16. | Tschechoslowakei       | 6     |
| 19. | Kanada                 | 5     |
| 20. | Brasilien              | 4     |
| 20. | Chile                  | 4     |
| 20. | Ukraine                | 4     |
| 23. | Dänemark               | 3     |
| 23. | Ecuador                | 3     |
| 23. | Georgien               | 3     |
| 23. | Kasachstan             | 3     |
| 23. | Slowakei               | 3     |
| 23. | Südafrika              | 3     |
| 29. | Belgien                | 2     |
| 29. | Peru                   | 2     |
| 31. | Bulgarien              | 1     |
| 31. | Griechenland           | 1     |
| 31. | Israel                 | 1     |
| 31. | Norwegen               | 1     |
| 31. | Polen                  | 1     |
| 31. | Jugoslawien            | 1     |
| 31. | Rumänien               | 1     |
| 31. | Uruguay                | 1     |
| 31. | Belarus                | 1     |